# William Cross (Politikwissenschaftler)
William Cross (* 19. November 1962) ist ein kanadischer Politikwissenschaftler, der als Professor der Carleton University forscht und lehrt. Sein Themenschwerpunkt ist die Vergleichende Politikwissenschaft. Er amtierte 2025/16 als Präsident der Canadian Political Science Association (CPSA).

## Leben
Cross machte ein Bachelor-Examen an der University of Waterloo und einen Master-Abschluss an der University of Western Ontario, wo er auch zum Ph.D. promoviert wurde. Anschließend absolvierte er noch ein juristisches Studium an der US-amerikanischen University of Houston Law School und ein Aufbaustudium an der Graduate School of Political Management der George Washington University. Bevor er als Hochschullehrer tätig wurde, war er Rechtsberater in der Zentrale der Demokratischen Partei in Washington und Mitglied im Wahlkampfteam von Michael Dukakis.
Cross kam 2005 an die Carleton University, nachdem er acht Jahre lang an der Mount Allison University in Sackville (New Brunswick) gelehrt hatte, wo er den Edgar- und Dorothy-Davidson-Lehrstuhl für Kanada-Studien innehatte.